# Regina Schöpf
Regina Schöpf, po mężu Bacher (ur. 16 września 1935 w Seefeld, zm. 30 października 2008) – austriacka narciarka alpejska, srebrna medalistka igrzysk olimpijskich i mistrzostw świata.

## Kariera
Największy sukces w karierze Regina Schöpf osiągnęła w 1956 roku, kiedy podczas igrzysk olimpijskich w Cortina d’Ampezzo wywalczyła srebrny medal w slalomie. Już po pierwszym przejeździe Austriaczka znajdowała się na drugiej pozycji, ze stratą 0,4 sekundy do Renée Colliard ze Szwajcarii. W drugim przejeździe uzyskała siódmy czas, co jednak wystarczyło do zachowania drugiej pozycji i zdobycia srebrnego medalu, o 3,1 sekundy za Colliard i o 1,3 sekundy przed Jewgieniją Sidorową z ZSRR. Na tych samych igrzyskach była również dziewiąta w gigancie. Schöpf wystąpiła także na rozgrywanych dwa lata wcześniej mistrzostwach świata w Åre, gdzie zajęła czwarte miejsce w slalomie. Walkę o podium przegrała tam ze Szwedką Sarah Thomasson o 0,05 sekundy.
Ponadto Schöpf w 1956 roku została mistrzynią kraju w slalomie, wygrała giganta w Saalfelden am Steinernen Meer, slalom w Zakopanem oraz slalom i giganta w Seefeld. W 1954 roku była najlepsza w slalomie podczas zawodów Hahnenkammrennen w Kitzbühel. W 1956 roku zakończyła karierę.
W 1996 roku otrzymała Odznakę Honorową za Zasługi dla Republiki Austrii.

## Osiągnięcia

### Igrzyska olimpijskie
| Miejsce | Dzień       | Rok  | Miejscowość       | Konkurencja | Czas biegu | Strata | Zwyciężczyni   |
| ------- | ----------- | ---- | ----------------- | ----------- | ---------- | ------ | -------------- |
| 9.      | 27 stycznia | 1956 | Cortina d’Ampezzo | Gigant      | 1:56,5 min | +4,1 s | Rosa Reichert  |
| 2.      | 30 stycznia | 1956 | Cortina d’Ampezzo | Slalom      | 1:52,3 min | +3,1 s | Renée Colliard |

### Mistrzostwa świata
| Miejsce | Dzień       | Rok  | Miejscowość       | Konkurencja | Czas biegu  | Strata  | Zwyciężczyni   |
| ------- | ----------- | ---- | ----------------- | ----------- | ----------- | ------- | -------------- |
| 4.      | 6 marca     | 1954 | Åre               | Slalom      | 2:01,93 min | +1,83 s | Trude Klecker  |
| 9.      | 27 stycznia | 1956 | Cortina d’Ampezzo | Gigant      | 1:56,5 min  | +4,1 s  | Rosa Reichert  |
| 2.      | 30 stycznia | 1956 | Cortina d’Ampezzo | Slalom      | 1:52,3 min  | +3,1 s  | Renée Colliard |